# Candelero

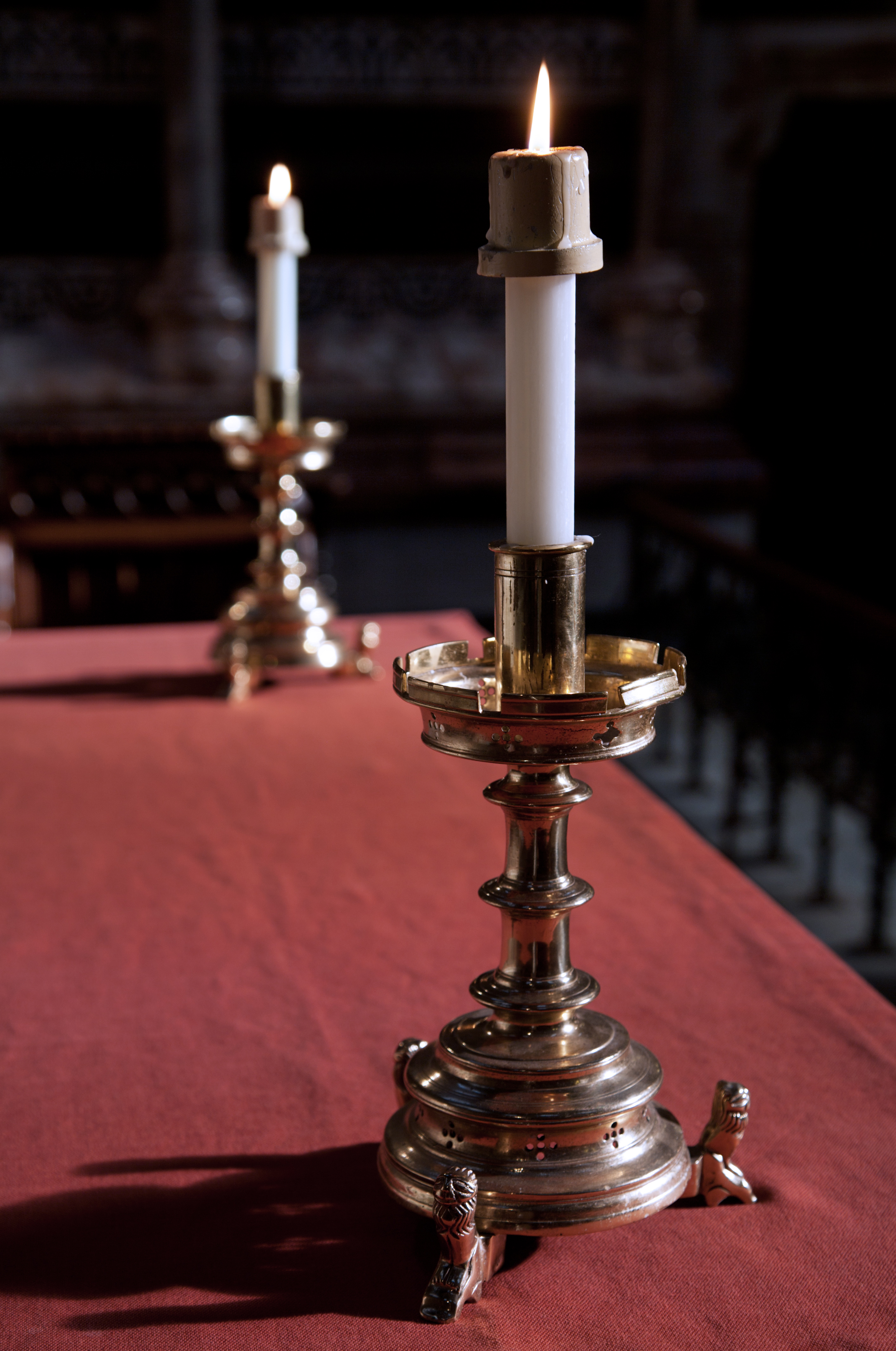
Candelero.

Un candelero es un utensilio móvil que sirve para sostener una vela; está formado por un cilindro hueco que se une a un pie mediante una barra pequeña. También conocido como velero, hachero o blandón. Consta, por lo menos, desde la civilización romana y cuando tiene grandes dimensiones o se ramifica en distintos brazos se denomina «candelabros». De la época romana pagana se conservan en los Museos Vaticanos dos enormes candeleros marmóreos que se utilizaron para el culto cristiano y de la Edad Media cristiana se guardan no pocos en las iglesias desde el siglo XI hechos de bronce o de hierro y de variadísimas formas y tamaños.
De los ejemplares conocidos se infiere que eran comúnmente:
- de bronce los de arte románico (del siglo XI al XIII y su pie suele estar formado por figuras humanas o de animales.
- de bronce o de hierro los de arte gótico (del siglo XIV al XV en forma de pequeño trípode con alta espiga terminada en platillo de donde sale una punta para clavar la vela o un cilindro hueco para llevar el hacha o el cirio.

Del siglo XI es notable la colección guardada en el tesoro de la catedral de Hildesheim y de la época gótica en España los de los museos de Vich y Solsona con otros de variadas catedrales. Durante la Edad Media cristiana se hicieron también candelabros de brazos a imitación del famoso del templo de Salomón y todavía subsiste el de Milán que es del siglo XII.
Elemento vertical utilizado en la construcción naval que forma parte de la estructura de la baranda o barandilla de una cubierta de un barco.

## véase también
- Vela
- Candelabro